# بیمارستان فارابی (مشهد)
بیمارستان فارابی مشهد بیمارستانی عمومی دولتی وابسته به سازمان تامین اجتماعی است که در مشهد واقع شده‌است. این بیمارستان در بهمن ماه سال ۱۳۸۱ افتتاح گردید.
این بیمارستان ۲۵۰۰۰ متر مربع مساحت دارد و دارای بنایی ۵ طبقه‌ای می‌باشد.